# Rio Hagota
O Rio Hagota é um rio da Romênia, afluente do Figheş, localizado no distrito de Harghita.